# Nikol Pashinyan
Nikol Vovayi Pashinyan (tiếng Armenia: Նիկոլ Վովայի Փաշինյան; IPA: [nikɔl vɔvɑji pʰɑʃinjɑn]; sinh ngày 01 tháng 6 năm 1975) là một chính trị gia người Armenia, ông hiện đang giữ chức Thủ tướng Armenia từ ngày 8 tháng 5 năm 2018 (trước đó, ông giữ quyền Thủ tướng từ ngày 16 tháng 10 đến ngày 9 tháng 12 năm 2018).
Là một nhà báo và biên tập viên nổi tiếng, Nikol Pashinyan ra lò tờ báo tư nhân của riêng mình vào năm 1998 nhưng ngay sau đó, tờ báo này bị đóng cửa chỉ một năm hoạt động. Ông từng bị kết án một năm tù vì tội phỉ báng chống lại Bộ trưởng Bộ An ninh Quốc gia Armenia khi đó là Serzh Sargsyan. Ông là nhà lãnh đạo của cuộc biểu tình ở Armenia năm 2018 kêu gọi đám đông biểu tình gây sức ép buộc Thủ tướng Serzh Sargsyan và chính phủ của ông phải từ chức và ra đi. Vào ngày 01 tháng 5 năm 2018, trong cuộc bầu cử năm 2018, ban đầu Nikol Pashinyan không đạt đủ số phiếu từ Nghị viện để tự mình trở thành Thủ tướng, nhưng đến ngày 8 tháng 5 năm 2018 thì bầu bổ sung và đắc cử.
Dưới thời Pashinyan, Armenia đã chứng kiến sự cải thiện đáng kể về dân chủ, tự do báo chí và giải quyết nạn tham nhũng. Nền kinh tế của Armenia cũng đã phát triển đáng kể, trở thành một trong những nền kinh tế phát triển nhanh nhất ở thời hậu Liên Xô.
Nhưng cũng sau vài tháng làm thủ tướng, Nikol Pashinyan đã bị chỉ trích vì phương pháp cách mạng không hợp thời với những luận điệu bị cho là độc đoán và chia rẽ của ông. Philippe Raffi Kalfayan, một chuyên gia luật quốc tế, trong bài viết của mình, tố cáo thủ tướng Nikol Pashinyan khi tuyên bố vào năm 2020 rằng đã sau hai năm sau "Cách mạng nhung", Armenia trở nên suy yếu hơn bao giờ hết và bằng chứng là sự thất bại chóng vánh trong cuộc chiến với Azerbaijan. Năm 2020, thủ tướng Nikol Pashinyan đã đối mặt với các cuộc biểu tình trên đường phố sau khi ông ký thỏa thuận ngừng bắn với Azerbaijan để chấm dứt cuộc giao tranh ở Nagorno Karabakh bắt đầu vào cuối tháng 9 kết thúc bằng sự thất bại ê chề cho phía Armenia. Những người biểu tình yêu cầu ông từ chức gọi ông là "kẻ phản bội" và thỏa thuận này là "một sự bội phản".